# 백시온
백시온은 대한민국의 래퍼다. 2019년 싱글 《Bop》으로 데뷔했다.

## 방송
- 하고싶은말을해라 2 (2021) - 준우승